# L'ultima estate (André Aciman)
L'ultima estate (The Gentleman from Peru) è un romanzo del 2020 dello scrittore statunitense André Aciman.
È stato tradotto in italiano nel 2021 per Guanda.

## Trama
Un gruppo di giovani americani in vacanza è costretto, a causa di un guasto alla loro imbarcazione, a pernottare in un albergo della Costiera amalfitana. Tra i vari ospiti dell'albergo c'è il sessantenne abitudinario Raúl che, dopo aver curato il dolore alla spalla che affligge uno dei giovani, stringe immediatamente amicizia con loro. L'uomo affascina i giovani americani raccontando loro di possedere alcune capacità soprannaturali e illustrandogli le meraviglie della zona che li circonda. Solo Margot sembra non apprezzare troppo la presenza dell'uomo. 
Col passare dei giorni però Margot e Raúl iniziano ad avvicinarsi e si frequentano sempre di più. Lui la porta a visitare una baia dove andava a nuotare da ragazzo e la casa che possiede nella vicinanze. Ed è qui che Margot ha l'impressione di trovarsi di fronte a situazioni che sembra aver già vissuto. Raúl le rivela allora che lei altri non è che la reincarnazione di Maria, la ragazza da lui amata quando era adolescente, e che lui ha atteso per decenni.

## Edizioni
- André Aciman, L'ultima estate, collana Narratori della Fenice, traduzione di Valeria Bastia, Guanda, 2021, ISBN 978-8823527614.